# Шестьоркін Ігор Олегович
Ігор Олегович Шестьоркін (рос. Игорь Олегович Шестёркин; 30 грудня 1995, м. Москва, Росія) — російський хокеїст, воротар. Виступає за Нью-Йорк Рейнджерс у НХЛ.
Вихованець хокейної школи «Крила Рад» (Москва). Виступав за «Спартак» (Москва), МХК «Спартак», СКА-1946 (Санкт-Петербург), «СКА-Карелія» (Санкт-Петербург), «Гартфорд Вулф Пек».
У складі молодіжної збірної Росії учасник чемпіонату світу 2015. У складі юніорської збірної Росії учасник чемпіонату світу 2013.
Досягнення
- Володар Кубка Харламова (2014)
- Срібний призер молодіжного чемпіонату світу (2015)
- Чемпіон зимових Олімпійських ігор 2018